# ファンタジア号
ファンタジア号（ファンタジアごう）とは、かつて東京駅 - 東京ディズニーランド間を運行していた高速バス路線の愛称である。正式な路線名は東京湾岸線（とうきょうわんがんせん）であった。国鉄バスでは初めてハイデッカー車両が導入された路線であり、日本で初めてダブルデッカーのワンマン運行を開始した路線でもある。
本項では、上野駅 - 東京ディズニーランドを結んでいた上野湾岸線（うえのわんがんせん）についても記述する。

## 概説

### 京葉線開通まで

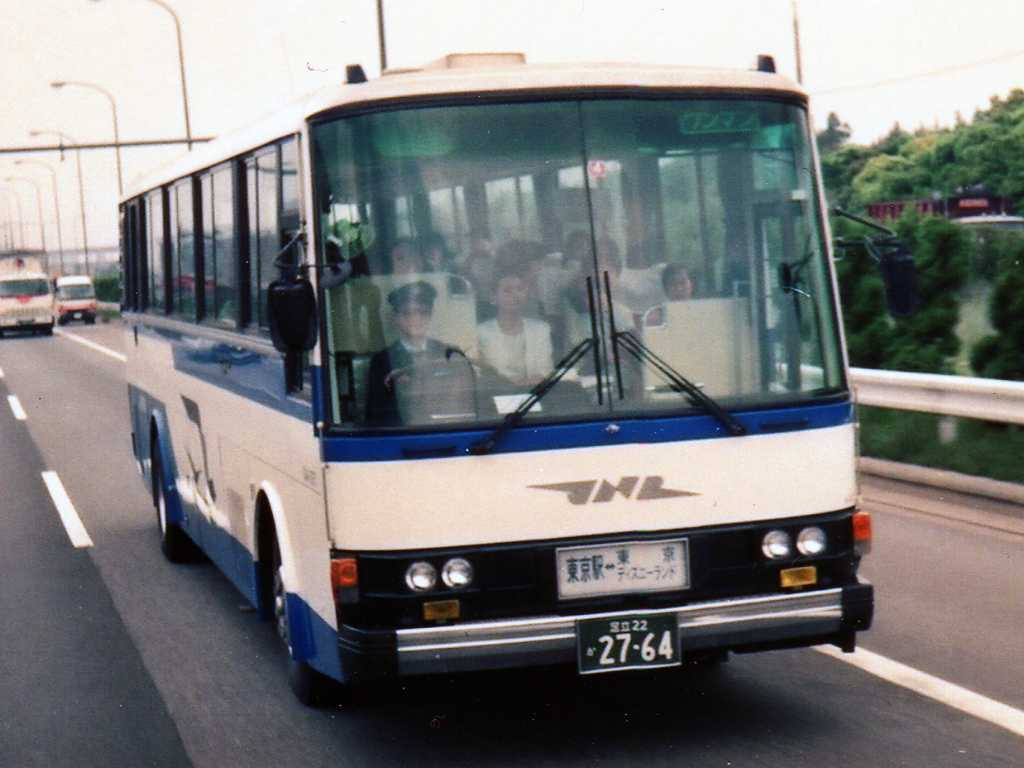
東京湾岸線 JR東日本バス（当時）644-5971

当路線は、1983年に開園した東京ディズニーランドへ、国鉄を利用して日本各地から訪れる観光客を結ぶ目的で開設された路線で、国鉄バス5原則の中では「鉄道線の培養」に相当していた。東京駅では八重洲北口（現在の日本橋口）から発着していた。
路線開設にあたって、国鉄バスでは初のハイデッカー車（三菱
K-MS613SA、のちP-MS715S。富士重工車体）を導入し、同時に新しいカラーリングを採用した。このカラーリングは、その後JRバスになっても、本州のJRバス会社に引き継がれている。また、翌1984年の国鉄専用型式のハイデッカー化にも影響を与えている。
1985年には東北・上越新幹線が上野駅発着になったのに伴い、上野湾岸線が開設された。上野湾岸線では京成電鉄が共同運行事業者となっている。上野駅は入谷口からの発着となった。
東京ディズニーランドが鉄道を利用するには比較的不便な地に開園したこともあり、2路線とも乗客数は年間を通じて多く、1987年の分割民営化前の国鉄バスの中でも優良路線に位置付けられてきた。

### 京葉線開通直前
しかし、既に東京ディズニーランドの目の前には京葉線舞浜駅が建設されることが決まっており、その京葉線の東京駅乗り入れが1990年3月に決まると、以下のような理由から利用者が京葉線に流れるのは必至とみられるようになった。
- 東京駅から35～60分かかるバスに対して、東京駅～舞浜駅はわずか17分で結ばれる[3]。
- 東京駅の京葉線ホームが新幹線ホームから400m離れていたとしても、バスの待ち時間を考えれば東京駅での乗換え時間はさほど変わらない。
- 運賃もそれまでのバスが600円（1990年当時）だったものが鉄道では210円（1990年当時）となり、鉄道との通し乗車券ではさらに安くなる[3]。

このため、東京湾岸線に新たな魅力を付加するべく、特別な塗装を施したダブルデッカーの投入により、利用者の逸走を軽減する方策を採った。

### 京葉線開通後
| ファンタジア号 JRバス関東 |  | ファンタジア号 東京空港交通 |
| ファンタジア号 JRバス関東 |  | ファンタジア号 東京空港交通 |

こうして、東京湾岸線にはダブルデッカーが投入され、愛称もファンタジア号と設定されることになった。関係機関への働きかけも行われ、運行開始当初は認可が間に合わなかったためにツーマン運行であったが、1990年5月からは規制緩和によりワンマン運行が認可された。これは、日本では初となるダブルデッカーでのワンマン運行であり、以後夜行高速バスでダブルデッカーが多くの路線に導入される布石となった。
しかし、ダブルデッカー投入直後こそ乗客増により車両の増備も行われたものの、京葉線開業後には本路線の利用者数は大幅に減少した。翌1991年には東北・上越新幹線が東京駅に乗り入れたが、これ以後は両路線とも積極的な施策は行なわれなかった。
結局、1995年に運行廃止となったが、国鉄バス～JRバスの車両の歴史上では初のハイデッカー車導入、また日本初となるダブルデッカーによるワンマン運行など、日本のバスの歴史において特筆すべき路線であった。なお、路線免許自体はその後も残っており、ドリーム号の東京ディズニーランド乗り入れに活用されている。

## 運行会社
- 国鉄バス→JR東日本→JRバス関東
- 東京空港交通（東京湾岸線）
- 京成電鉄（上野湾岸線）

## 運行回数
1989年頃（京葉線開通前）
- 東京駅 - TDL間：1日62往復
- 上野駅 - TDL間：1日45往復

1990年以降（京葉線開通後）
- 東京駅 - TDL間：1日20往復（のち1日14往復に減便）
- 上野駅 - TDL間：1日24往復（のち1日12往復に減便）

## 歴史
- 1983年（昭和58年）7月1日 - 東京湾岸線の運行を開始。
- 1985年（昭和60年）12月20日 - 上野湾岸線の運行を開始。
- 1990年（平成2年）3月10日 - 東京湾岸線にダブルデッカーを運行開始。同時に「ファンタジア号」という愛称を設定。
- 1992年（平成4年）2月 - 上野湾岸線減便。
- 1994年（平成6年）8月 - 東京湾岸線減便。
- 1995年（平成7年）
  - 5月7日 - この日限りで上野湾岸線の運行を廃止。
  - 6月30日 - この日限りで東京湾岸線の運行を廃止[9]。

## 使用車両
東京湾岸線には、開業当時からハイデッカー車が使用されていたが、多客時には他の自動車営業所からも応援を得て増発便などに対応していた。
1990年以降はネオプラン・スカイライナーが専用車として使用されていた。この車両は大阪府の観光バス専業事業者から中古で購入したもので、外装は久里洋二のデザインによるイラストが描かれていた。増発便・車両故障時にはハイデッカー車が使用された。
上野湾岸線ではハイデッカー車が運用されていた。
なお、JRバス関東東京支店には、観光路線仕様の日野・レインボーが名目上は当路線の予備車として配置されていたことがあるが、実際に使用されたことはない。

## 付記
- 2000年4月20日より、JRバス関東と京成電鉄バスの共同運行により、新宿駅～東京ディズニーリゾート間の運行が行われている。これは、新宿発着の夜行高速バス車両を東京支店（江東区）へ回送していたものを、客扱いの上東京ディズニーリゾートまで延長しているものである。京成電鉄はハイデッカー4列シート、JRバス関東は独立3列シートのダブルデッカー・スーパーハイデッカーを使用。
- また2009年3月31日には京成バスと東京ベイシティ交通の共同運行によりマイタウン・ダイレクトバス新浦安ルート（秋葉原駅・東京駅～新浦安）間が開設され、一部の便が東京ディズニーリゾートを経由している。なお、2017年10月1日からJRバス関東が共同運行に加わり、路線免許は別ながら、JRバス関東による東京駅～東京ディズニーリゾート間のバス路線が復活することになる。

### 書籍
- 鈴木文彦『新版・高速バス大百科』中央書院、1991年。ISBN 978-4924420625。
- 『バスジャパン・ハンドブックシリーズ・18 ジェイアールバス関東』BJエディターズ、1994年。ISBN 978-4795277755。
- 『バスジャパン・ニューハンドブックスシリーズ・37 ジェイアールバス関東』BJエディターズ、2002年。ISBN 978-4434019029。